# Catastrofe del ferro
Con catastrofe del ferro s'intende l'ipotesi di un evento cruciale accaduto nel periodo iniziale della storia della Terra. Quando la massa e la temperatura del recente pianeta in formazione pervennero ad un livello critico, il ferro e il nichel, più densi e fino ad allora distribuiti uniformemente nella massa complessiva, sprofondarono verso il centro del pianeta per formare il nucleo metallico. L'energia potenziale gravitazionale rilasciata dall'affondamento dei densi globuli di NiFe fece aumentare la temperatura del protopianeta oltre il punto di fusione dell'intero magma di silicati accelerando il processo di formazione di un nucleo di ferro fuso ricoperto da un magma di silicati. Questo evento accadde circa 500 milioni di anni dall'inizio della formazione del pianeta e fa parte del processo di differenziazione planetaria.
In questo contesto il termine "catastrofe" assume il significato di "grande evento di discontinuità" e non va intesa come "disastro", perché ha in effetti permesso lo sviluppo della vita sul pianeta. Senza la protezione offerta dalla magnetosfera, l'atmosfera terrestre sarebbe stata in breve strappata via dal vento solare, come è capitato al pianeta Marte.

## Formazione della magnetosfera della Terra
Questa grande massa in rotazione di metallo super-caldo è responsabile della formazione della magnetosfera, la quale protegge il nostro pianeta dal vento solare e dai più dannosi componenti della radiazione solare, permettendo alla vita di evolversi. La magnetosfera ha protetto la nostra atmosfera e la vita che si è potuta sviluppare sul pianeta, differenziando la Terra dal pianeta Marte, il più vicino a noi, il quale non ha più un campo magnetico significativo né un'atmosfera comparabile alla nostra.
Un'altra teoria invece suggerisce che anche su Marte sia avvenuta la catastrofe del ferro e quindi il pianeta abbia avuto per un certo periodo di tempo lo schermo offerto dalla sua magnetosfera. Marte si sarebbe però raffreddato più velocemente della Terra solidificando il suo centro ferroso dinamico; questo ha comportato la fine della sua magnetosfera. La scoperta di tracce di acqua liquida sulla superficie del pianeta, suggerisce che Marte una volta abbia avuto un proprio campo magnetico in grado di trattenere l'acqua nell'atmosfera, senza che fosse spazzata via nello spazio dal vento solare.